# William Leechman
William Leechman (1706-1785) est un ministre écossais, théologien et universitaire. Il est professeur de théologie à l'Université de Glasgow.

## Jeunesse et éducation
Fils de William Leechman, fermier de Dolphinton, Lanarkshire, il fait ses études à l'école paroissiale. Son père retire le corps de Robert Baillie de Jerviswood, qui a été exposé après son exécution (24 décembre 1684) au péage de Lanark. En remerciement de ce service, la famille Baillie aide le jeune Leechman à se rendre à l'université d'Édimbourg, où il obtient son diplôme le 16 avril 1724. Il y étudie la théologie sous William Hamilton (1669-1732) .

## Carrière
Il est tuteur de James Geddes, puis vers 1727, il devient tuteur de William Mure de Caldwell, un ami de David Hume. La famille passe les hivers à Glasgow, où il assiste aux cours de Francis Hutcheson. En octobre 1731, il est autorisé à prêcher par le presbytère de Paisley, où le père du libraire écossais Andrew Millar, Robert Millar, a également été autorisé. En 1745, Andrew Millar vend les sermons de Leechman à Londres .
En 1736, Leechman est ordonné ministre de Beith dans le quartier de Caldwell. Il est modérateur d'un synode à Irvine en 1740 et, le 7 avril 1741, prêche un sermon à Glasgow « le ... caractère d'un ministre de l'évangile", qui est publié et a connu plusieurs éditions.
En juillet 1743, il épouse Bridget Balfour de la famille Pilrig, le reliant à ses frères James Balfour et au libraire John Balfour, ainsi qu'à Robert Whytt et Gavin Hamilton qui ont épousé les sœurs de Bridget. À la fin de l'année, il est élu professeur de théologie à l'Université de Glasgow par la voix prépondérante du lord recteur, lors d'une élection très disputée avec William Craig et John MacLaurin également candidats. Il démissionne de Beith le 3 janvier 1744 lors de son élection. Le presbytère de Glasgow refuse de l'inscrire, alléguant qu'il a fait des déclarations hérétiques dans un sermon publié en 1743 « Sur la nature, le caractère raisonnable et les avantages de la prière ». On l'accuse d'avoir trop peu insisté sur les mérites de l'intercession du Sauveur. Hume critique le sermon dans une lettre à l'élève de Leechman, William Mure, suggérant des corrections de style minutieuses et exhortant Leechman à faire de la prière une simple « figure rhétorique ». Le synode de Glasgow et d'Ayr rejette l'accusation du presbytère et leur acquittement est confirmé par l'assemblée générale.
Les conférences de Leechman sont populaires et il suit l'exemple donné pour la première fois par Hutcheson en utilisant l'anglais au lieu du latin. James Wodrow en fait un long récit. Ils traitent de la divinité polémique, des évidences du christianisme et de la composition des sermons. Il refuse de les publier.
Il visite l'Angleterre avec son ancien élève Geddes en 1744, et fait la connaissance de Richard Price. En 1757, il est modérateur de l'Assemblée générale de l'Église d'Écosse. En 1759, il se rend à Bristol en mauvaise santé et prend les eaux de Clifton. En 1761, il est nommé directeur de l'université de Glasgow, mais continue pendant un certain temps à donner des conférences.
Il a deux attaques de paralysie en 1785 et meurt le 3 décembre de la même année.